# ウィリアム・ジェームズ
ウィリアム・ジェームズ（英語: William James, 1842年1月11日 - 1910年8月26日）は、アメリカ合衆国の哲学者、心理学者である。意識の流れの理論を提唱し、ジェイムズ・ジョイス『ユリシーズ』や、アメリカ文学にも影響を与えた。パースやデューイと並ぶプラグマティストの代表として知られている。弟は小説家のヘンリー・ジェームズ。著作は哲学のみならず心理学や生理学など多岐に及んでいる。心理学の父である。
日本の哲学者、西田幾多郎の「純粋経験論」に示唆を与えるなど、日本の近代哲学の発展にも少なからぬ影響を及ぼした。夏目漱石も、影響を受けていることが知られている。後の認知心理学における記憶の理論、トランスパーソナル心理学に通じる『宗教的経験の諸相』など、様々な影響をもたらしている。
ジェームズは1875年には、アメリカで初の心理学の講義を開始し、研究室を設けた。ドイツのヴィルヘルム・ヴントが研究室を用意したのは、この4年後の1879年である。

## 生涯
ジェームズは神学者ヘンリー・ジェームズ・シニアの長男として、1842年、ニューヨークに生まれた。
父ヘンリー・ジェームズSr.の影響
父ヘンリーは1841年からエマヌエル・スヴェーデンボリに興味を持ち、その関係でラルフ・ワルド・エマーソンと親交を持つ。そのため、エマーソンがジェームズの神父となっている。ただ、エマーソンの思想では満足できず、エマーソンから同じくスヴェーデンボリに影響を受けたカーライルを紹介されている。
その後、同じくスヴェーデンボリに影響受けたフーリエ主義のファームに関わる。1841年から1847年までマサチューセッツ州ウェスト・ロクスベリーで続いた共同生活の実験であるブルック農場の元メンバーや、フランスの社会哲学者シャルル・フーリエ (1772-1837) の思想から発展し、ブルック農場の失われた数年間に大きな影響を与えたユートピア的社会主義（空想社会主義）の学派であるフーリエ主義に興味を持つようになった。
父ヘンリーは子供たちが真に善を愛し、共感するがゆえに善を求めるような正しい人間となり、自由闊達な精神の持ち主となることを願い、この方針のもとに子供たちは教育され、家庭生活は設計された。父ヘンリーがいくたび居を転じ、三たびまでも家族を伴って大西洋を渡りヨーロッパ各地を旅したのも、そのためであった。
ウィリアム・ジェームズは、大西洋を横断する折衷的な教育を受け、ドイツ語とフランス語の両方に堪能になる。ジェームズ・ハウス・ホールドでの教育は、コスモポリタニズムを奨励した。一家はウィリアム・ジェームズがまだ幼い頃にヨーロッパに2度旅行した。
1855年、裕福な一家はヨーロッパへ移転し、パリ・ジェノヴァなどで過ごす。年子の弟ヘンリー・ジェイムズは有名な作家となった。自由な家庭の雰囲気の中で育ち、7歳から3年間小学校に通って以降、大学までは学校教育を受けていない。1855年から1860年にかけて、ジェームズ一家はロンドン、パリ、ジュネーブ、ブローニュ・シュル・メール、ロードアイランド州ニューポートを旅し、父親の現在の興味と出版事業に従えば、資金が少なくなるとアメリカに引退した。彼らの最も長い滞在はフランスであった。
1860年にアメリカに一家は帰国する。ジェームズは画家を志し、米国一流の画家であったロードアイランド州ニューポートのウィリアム・モリス・ハントの門に入ったが、半年で才能がないことを自覚して断念した。一方、弟のヘンリーはウィリアム・モリス・ハントの弟のリチャード・モリス・ハント（英語版）の奨めでモリス・ハントの門下生であったジョン・ラ・ファージとフランス文学、特にバルザックの話を皮切りに親交を持っている。
1861年に南北戦争が勃発すると、ジェイムズは奴隷制度に批判的であったにもかかわらず北軍への参加を躊躇する。結局、従軍するか否かを迷っている間に南北戦争が終結してしまい、このことがジェイムズに深い苦悩をもたらす。一方、三男のガース（Garth Wilkinson “Wilky” James、1845-1883) は奴隷制度廃止論者であり、南北戦争の北軍の初期のアフリカ・アメリカ人部隊（英語版）で参加して、the Battle of Fort Wagner（英語版）に参加。更には父ヘンリーとともにフロリダの解放奴隷の労働力を利用した南部の綿花栽培の発展を提唱して、綿花栽培を手がけている。
1861年（19歳）、ハーバード大学の理学部 （the Lawrence Scientific School of Harvard School）に入学。化学者時代のチャールズ・エリオットから科学を教わる。
1864年（22歳）、ハーバードにおける研究は、化学から比較解剖学および生理学に移り、ハーバード大学医学大学院に転じた。
1865年に博物学者ジャン・ルイ・ルドルフ・アガシーのブラジル探検（アマゾン川流域の探検、体調不良だったアガシーがリラックスのためにフィールドに戻り、ブラジルの魚の研究を再開する目的）に参加した。重度の船酔いと軽度の天然痘の発作に苦しんだため、8か月後に旅行を中止した。彼の研究は1867年4月に病気のために再び中断された。この体験は採取とか分類とかその仕事の不向きさを知ることによってかえって自己の思索家的な素質を発見し、哲学を研究しようという気持ちを抱かせるにいたった。一方、そこで生物学に興味を持つようになり、ハーバード大学で医学を学び解剖の技術を身につける気持ちを抱く。
1865年（23歳）のとき、自分が思索的生活に向いていることを感じ哲学に、また医学部の学業を中断してヨーロッパ滞在しているときには心理学に興味をもつ。
1866年秋からドイツへ。生理学の勉強を兼ねて療養のため。不眠、消化不良、眼疾、背中の痛み、憂鬱などになやまされており、彼は外遊という環境の変化によってそれらの病の治療を期待したのである。1868年11月帰国。心理学への関心が高まり、さらに哲学への関心が頭をもたげたのであった。それはドイツでヘルムホルツやヴントの業績に触れ「心理学が一つの科学になりつつある」ことを感じる。
1869年に医学の学位を取得した。大学卒業後、1869年から72年までの4年にわたる病弱と憂鬱症の時期がこの関心を決定的なものにし、ここにジェイムズは心理学者、哲学者としての道を歩みはじめる。
1870年4月30日日記、ルヌーヴィエ（Charles Renouvier）の自由意志説が光明を与える。「私の最初の自由意志の行為は、自由意志を信ずることであるであろう」。ジェームズの哲学の帰朝、哲学は彼が生きて行くための信仰ないし信念であった。これは重要な影響でジェームズは「しかし、1870年代に多元主義の見事な提唱によって私に与えた決定的な印象のために、私は自分が育った一元論的迷信から自由になることは決してなかったかもしれない」と書いている。ちなみに、ルヌーヴィエは自らを「歴史のスヴェーデンボリ」と称している。
1872年（30歳）のとき、1869年からハーバード大学の総長となったチャールズ・エリオットから生理学の講師に任命される。教壇生活によってジェームズは憂うつ症から解放され、心身ともに救われることになる。
1875年には「生理学と心理学の関係」という題で講義を始め、アメリカでは初めて心理学の実験所を設立、米国の心理学の祖となる。同年にドイツで、ライプツィヒ大学の哲学教授となり、実験心理学を打ち立てたのがヴィルヘルム・ヴントである。1878年には、スタンレー・ホールにアメリカで最初の心理学の博士号を授与した。ジェームズはやがて、スペンサーの哲学（社会進化論）やシャルル・ルヌーヴィエの思想に興味を抱き、生理学だけでは人間の精神状態を説くのに十分でないと疑問を抱きはじめ、哲学の道を歩むことになる。
1876年には生理学の助教授となり、「生理学的心理学」を開講し、教科書にはスペンサーの『心理学原理』を用いた。
1878年、ホルト出版社のヘンリー・ホルトが、アメリカ人の学者による、進化論を共通の基盤とする「アメリカ科学叢書」の出版を企画とし、その1冊として『心理学原理』の執筆を依頼。ただ、ジェームズが想定以上の膨大な量で執筆し長引き、1890年に出版。
1880年にはハーバード大学で心理学の研究と並行して哲学の助教授に、1885年に教授になる。ジョージ・ハーバート・ミードも彼の講義を受けたひとりである。
1890年には、彼の記念碑的研究書である『心理学原理』が刊行された。
心理学の目的は、意識状態（心的状態）そのものを記述し説明することである。そして説明するために、意識状態の原因、条件、結果などに関して、意識状態と内外の関係を支配する法則に発展しようとした。意識状態は外界の認識と動作との間に介在するものとして位置づけられており、すべての心の状態は単なる考えや感じでさえも、その結果的においては運動的であると考えれている。
ジェームズ心理学は、心的活動は常に脳の活動の関数であるとする生理心理学的作業仮説の上に立っている。
外界の認識と動作に関していえば、そこでは共に合理性と選択性が強調され、意識の帰納を重んずる進化論的立場が濃厚である。この混沌とした世界の中でわれわれが方向決定をするのに必要な能力のみでなく、情動や本能も生存を助ける形で準備されており、この順応は「心と外界が相たずさえて進化した」ことの結果であるという。また「われわれの様々な感じ方、考え方は、それがわれわれの外的世界に対する藩王を形成するのに役立つから現在のようなものになった」と心的生活の有目的性を唱えている。外界の認識に際して意識ははっきりとした選択性を発揮し、同時に存在する混沌たる全体の中からその一部を選び、他の大部分を無視するし、動作の遂行にあたっても目的追求性と手段の選択性が顕著である。逆に言えば動作が心的と認めれる基準は、その目的追求性と選択制にあり、同じ目的を達成するために異なる手段を柔軟に用いるところに心の表現を見ることができるのである。また習慣的動作についても、習慣はわれわれの運動を単純化し、これを正確にし、かつ疲労を減ずるという実用的効果について述べている。内省（内観）を用いているが、それは構成主義者のように要素を見だすことを前提とした内省ではなく、あるがままを見る自然な自己観察である。
この方法によって見いだされた意識の特徴は「意識の流れ」である。ジェームズの心理学の中心である。意識を要素に分かたず、まとまりのある全体としてとらえる。この姿勢は、後のゲシュタルト心理学を思わせる。ジェームズ・ランゲ説（情動の抹消起源説）…「泣くから悲しい」「逃げるから恐い」のであって、その逆でないという。
「脳の構造：胎生学的概観」の説明。
最初の両半球は、ただその各々の視床でもって結合されているが、胎生期の第４月、第５月の頃には視床の上で、両半球間とその正中を大きな橋のように横切る横行繊維の一大組織が成長し、両半球の壁内に放射し、左右両側の回の間に直接の結合を形成する。脳梁の下に脳弓と呼ばれるいま一つの線維の組織ができ、これと脳梁の間には特殊な結合がある。視床の直前、両半球の始まるところに線条体という神経節の塊がその壁にできている。その構造は複雑で、レンズ核および尾状核と呼ばれる２つの主要な部分から成り合っている。
1902年に夏目漱石がイギリス留学後購入した著作でもある。
1892年に『心理学原理』のページ数が膨大であったため、教科書用として短縮版を出版。完成後は、ジェームズは心理学者と呼ばれることを好むようになり、心理学の実験室も譲る。
1897年に講義録『信ずる意志』。また、心理学教授の地位をゆずる。
1898年、ジェームズがその年に行ったカルフォルニア大学の講演会で、当時全く「無名」の人物であったパースが提唱した（1878年『通俗科学月報』1月号掲載「いかにしてわれわれの観念を明晰にすべきか」論文）新しい思想であるプラグマティズムを、「私たちが真理からそれないための指針である。私自身でその原理に従ってみて、ますます確信を深めた」と絶賛しつつ、紹介した。
1902年に『宗教的経験の諸相』を刊行した。宗教心理学ののみならず臨床心理学の古典。心理学から哲学への過渡期を記念する労作。副題として「人間性の研究」としるされているように、ジェームズにとって宗教は、人間の本性にねざす根本的な経験の事実であった。自然科学の経験も宗教の経験も同じように彼の世界観を規定すべき権利をもっていたのである。
1904年に『純粋経験の世界』、1907年に『プラグマティズム』を刊行、当時のアメリカを代表する哲学者になった。心理学の面では、彼の誘いでヒューゴー・ミュンスターバーグが1897年に、ハーバード大学の応用心理学の教授となった。
1910年に心臓病で死去したが（68歳）、その後遺作といえる『根本的経験主義』（1912年）、『哲学の諸問題』（1911年）が刊行された。
生涯の大部分をハーバード大学の教授として過ごした。また、ヨーロッパ各地へ旅行し、フランスのアンリ・ベルクソンやウィーン学派の人々などとも交流を深め、自身の哲学にも影響した。ジェームズを通して、シャルル・ルヌーヴィエ、ホッジスン、フェヒネル、パース、サンタヤナ、パピニ、シラー、デューイ、ミュンステルベルク、パウルゼン、ブゥトルーなどの新旧の思想家がアメリカ学会に紹介された。当時アメリカで出版されたばかりの内村鑑三『余はいかにしてキリスト教徒となりしか』に興味を持ち、それを推薦した人からもらった感謝状が残っている。教師としての業績も卓越しており、ソフトで魅力的な語り口のジェームズの講義は、当時の学生たちを引き付けたといわれている。著名人では作家のガートルード・スタイン、ジャーナリストのジョン・リード等が講義をうけている。最高裁判事として有名なオリバー・ウェンデル・ホームズ・ジュニアなどと親交があった。

## 哲学
ジェームズは「生理学、心理学、哲学、またその学際分野における独創的な思想家」であるとされる。
ジェームズはパースと共に徹底的に新しい哲学思考法に精緻化される親しみやすい姿勢を具体化するものおよびディレンマを解決するものとしてプラグマティズムを見ていた。1910年の著書『プラグマティズム：思索の古い方法につけた新しい名称』（英文）で次のように書いている。
ジェームズは対象間の関係は対象自体と同じくらい現実であると主張するその徹底的プラグマティズムでも有名である。また真理には実際に複数の正しい答えがあると考えることでは多元論者でもある。真理の対応理論を拒否し、真理には信念、世界についての事実、その他背景的信念およびこれら信念の将来的結果を含むと主張した。ジェームズはその後半生で、究極の実在はある種のものであり、精神的でも肉体的でもないという見解である中立一元論を採用するようになった。

## 超常現象
超常現象に対しても興味を持ち、「それを信じたい人には信じるに足る材料を与えてくれるけれど、疑う人にまで信じるに足る証拠はない。超常現象の解明というのは本質的にそういう限界を持っている」と発言。コリン・ウィルソンによってこれを「ウィリアム・ジェームズの法則」と名づけられた。ウィリアム・ジェームズは神秘体験の4つの特徴として、1.言語化できず体験した本人にしかわからない、2.認識的性質つまり真理の深みを洞察する、3.暫時性つまり長時間続かない、4.受動性つまり自分の意志の働きがなく高貴な力につかまれているように感じる、と定義している。

## ニューソートとの関わり
当時のアメリカのニューイングランドでは、キリスト教の異端的思想（おそらくスヴェーデンボリとメスメリズムなど）に基づくマインド・キュア（精神療法）のセッションが流行しており（ニューソート運動）、ジェームズは狭心症から不眠症まで100-200もの治療のセッションを実践し、1894年と1898年のマサチューセッツ州議会での医師免許に関する討論でマインド・キュアを擁護している。
ニューソート運動に属するともされる宗教クリスチャン・サイエンスの治療で神経症を治した経験から、彼の哲学体系には少なからずニューソートの影響が見られるといわれる。

## 著書（日本語訳）
- The Principles of Psychology（1890年）
  - 『心理學の根本問題 現代思想新書6』 松浦孝作訳、三笠書房、1940年（抄訳版）
- Psychology, briefer course（1892年）
  - 『心理學精義』福来友吉訳、同文館、1900年[16]
  - 『心理學 心理学名著叢書1』 今田恵訳、岩波書店、1927年
  - 『心理學』 今田恵訳、岩波文庫（上下）、1939年
  - 『心理学』 今田恵訳（今田寛改訳）、岩波文庫（上下）、1992-93年
- Pragmatism: A New Name for Some Old Ways of Thinking（1907年）
  - 『最近思潮実際主義』 北沢定吉ほか訳、弘道館、1910年
  - 『実用主義』 中島力造解説、目黒書店、1912年[17]
  - 『実用主義の哲学』 上野隆誠訳、理想社出版部、1930年
  - 『プラグマティズム』桝田啓三郎訳、岩波文庫、1957年、改版2010年
- The Varieties of Religious Experience: A Study in Human Nature（1902年） - 通年のギフォード講義を元にした。
  - 『宗教的經驗の種々』 佐藤繁彦、佐久間鼎共訳、星文館、1914年
  - 『宗教経験の諸相 人間性の研究』 比屋根安定訳、警醒社、1922年
  - 『宗教経験の諸相 人間性の研究』 比屋根安定訳、誠信書房、1957年、新版1973年
  - 『宗教的経験の諸相』桝田啓三郎訳、岩波文庫（上下）、1969年
- Some Problems of Philosophy: A Beginning of an Introduction to Philosophy（1911年）
  - 「哲学の根本問題」-『パース ジェイムズ デューイ 世界の名著48』所収。上山春平訳、中央公論社、1968年 中公バックス、1980年
- Essays in Radical Empiricism（1912年） 
  - 『根本的経験論』 桝田啓三郎、加藤茂共訳、白水社「白水叢書」、1978年
  - 『根本的経験論』 桝田啓三郎、加藤茂共訳、白水社「イデー選書」、1998年
  - 『純粋経験の哲学』 伊藤邦武編訳、岩波文庫、2004年

- 『世界大思想全集（哲学・文芸思想篇）15』今田恵編訳、河出書房、1956年。論文集
- 『プラグマティズム古典集成　パース、ジェイムズ、デューイ』植木豊編訳、作品社、2014年。新訳・17編
- 『ウィリアム・ジェイムズ著作集』（全7巻、日本教文社、1960年代に刊行）
　オンデマンド版「W・ジェイムズ著作集」、2014-15年
  - 『1 心理学について、教師と学生に語る』 大坪重明訳
  - 『2 信ずる意志』 福鎌達夫訳
  - 『3・4 宗教的経験の諸相　上・下』 桝田啓三郎訳（単行版 1988年）
  - 『5 プラグマティズム』 桝田啓三郎訳
  - 『6 多元的宇宙』 吉田夏彦訳
  - 『7 哲学の諸問題』 上山春平訳